# Cowboy like Me
Cowboy like Me (estilizado en minúsculas) es una canción de la cantautora estadounidense Taylor Swift. Es la undécima canción del noveno álbum de estudio de Swift, Evermore, que se lanzó el 11 de diciembre de 2020 a través de Republic Records. La canción fue escrita por Swift y Aaron Dessner, este último también produjo la canción. Marcus Mumford, cantante principal de la banda Mumford & Sons, también hace coros.

## Descripción
Narrando la historia ficticia de dos estafadores deshonestos desde una de sus perspectivas, Cowboy Like Me hace que los personajes se enamoren mientras frecuentan complejos turísticos para impresionar, engañar y estafar a los ricos beneficiarios de la alta sociedad, mientras se enfrentan a sus propios problemas. 

### Composición y letra
"Cowboy like Me" es una balada alternativa de blues, country,y folk rock que contiene un lap steel, guitarras silenciosas, armónica, mandolina, piano, contrabajo y baterías cepilladas. Líricamente, es una canción melancólica y picaresca. Swift describió Cowboy like Me como una canción ficticia, «dos jóvenes estafadores que se enamoran mientras pasan el rato en complejos turísticos de lujo tratando de conseguir ricos beneficiarios románticos». En la canción, dos estafadores de la alta sociedad se encuentran entre sí y se regocijan de tener a alguien a su alrededor que es capaz de ver a través de las posturas, todo mientras trata con «bandidos» y «estafadores». En particular, la canción comienza con la palabra «y», lo que indica una casualidad en la historia dentro de la canción. Con un tempo lento de 68 pulsaciones por minuto Cowboy like Me está escrita en la tonalidad de Do mayor. Las voces de Swift oscilan entre Mi3 y Sol4.

## Antecedentes y lanzamiento
Swift lanzó su octavo álbum de estudio, Folklore, el 24 de julio de 2020, durante la pandemia de COVID-19. La mayor parte fue producida por el productor estadounidense Aaron Dessner. Swift continuó trabajando con Dessner de forma remota incluso después de lanzar Folklore, quien le enviaba pistas instrumentales para que ella escribiera la letra. Estas sesiones dieron como resultado espontáneo un conjunto de canciones que eran una extensión natural de Folklore. Una de esas canciones fue Cowboy like Me. Josh Kaufman tocó tres instrumentos en la canción, mientras que Justin Vernon tocó la batería.

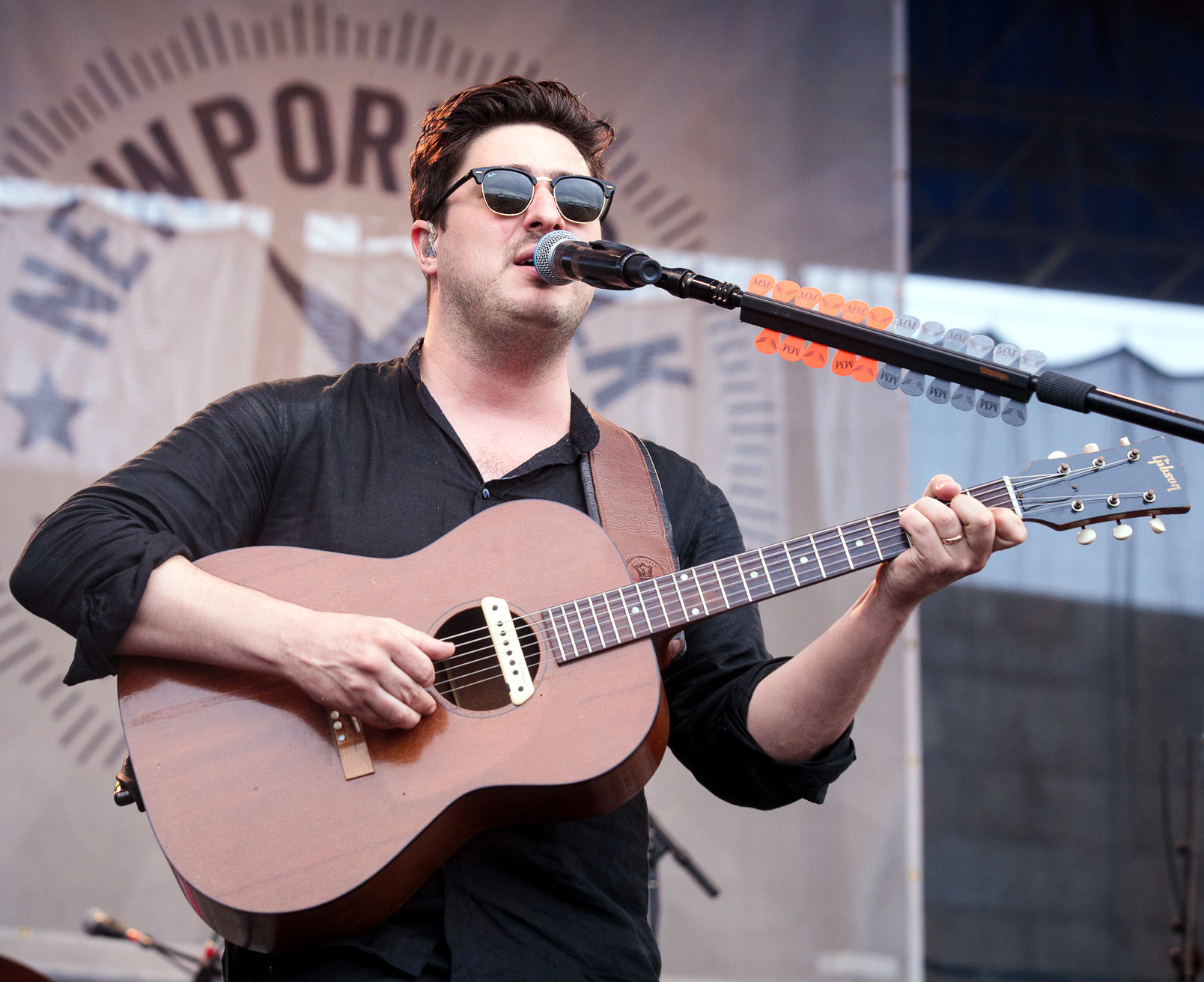
Marcus Mumford, el cantante principal de la banda de folk rock inglesa Mumford and Sons, proporcionó coros en "Cowboy like Me".

Swift anunció y lanzó su noveno álbum de estudio en el mismo año, titulado Evermore.Cowboy like Me se colocó como la undécima canción en el álbum. Todo Evermore se grabó en el estudio Long Pond de Dessner, Nueva York, durante la realización de Folklore: The Long Pond Studio Sessions, el documental de Swift de 2020, excepto Cowboy like Me, que se grabó en Scarlet Pimpernel Studios, una grabación estudio en el Reino Unido propiedad de Marcus Mumford, el líder de la banda de folk rock inglesa Mumford & Sons. Mumford también contribuyó con coros no acreditados a la canción. Mumford había aludido a la colaboración en una publicación de Instagram desde el interior del estudio.

## Recepción crítica
Al escribir para Billboard, Jason Lipshutz clasificó a Cowboy like Me en el noveno lugar entre las 17 canciones de la edición de lujo de Evermore, considerándola «una ambiciosa mezcla de folk, alternativa bañada por el sol y una bocanada de la música country en la que Swift alguna vez estuvo arraigado».Sam Sodomsky de Pitchfork calificó la pista de «hermosa», y una de las cosas más cercanas a la música country que Swift había escrito en años. Chris Willman de Variety elogió la «encantadora armonía vocal» de Mumford, y opinó que «podría contar» como la segunda canción country del disco, etiquetando No Body, No Crime como la otra, pero afirmó que la narrativa de la canción es «más decididamente occidental que country».En un artículo para Los Angeles Times, Mikael Wood elogió el concepto de la canción, pero dijo que su arreglo «nunca se levanta y va a ninguna parte».

## Desempeño comercial
Todas las canciones de Evermore debutaron dentro del top 75 de la lista Billboard Global 200 simultáneamente; Cowboy Like Me se ubicó en el número 62. En los Estados Unidos, la canción entró en el número 71 en el Billboard Hot 100 y en el número 15 en la lista Hot Rock & Alternative Songs. La canción alcanzó el número 43 en el Canadian Hot 100.

## Créditos
Créditos adaptados de Pitchfork.
- Taylor Swift - voz, composición
- Aaron Dessner - composición, producción, grabación, caja de ritmos, percusión, bajo sintetizado, piano, teclados, sintetizador, guitarra acústica, guitarra eléctrica
- Marcus Mumford - coros
- Josh Kaufman - lap steel, armónica, mandolina
- Justin Vernon - batería, guitarra eléctrica
- Bryce Dessner - orquestación
- Yuki Numata Resnick - orquestación
- Clarice Jensen - orquestación
- Robin Baynton - grabación
- Kyle Resnick - grabación
- Greg Calbi - masterización
- Steve Fallone - masterización
- Logan Coale - bajo vertical

## Listas
| Listas (2020)                      | Posición más alta |
| ---------------------------------- | ----------------- |
| Canadá (Canadian Hot 100)          | 43                |
| Global 200 (Billboard)             | 62                |
| Estados Unidos (Billboard Hot 100) | 71                |
| US Rolling Stone Top 100           | 50                |